# Kirkland (Copeland)
Kirkland is een plaats in het Engelse graafschap Cumbria. Het is de grootste nederzetting in Kelton, een van de vier townships van de civil parish Lamplugh.

## Mijnbouw
Vanaf 1869 werd via dagbouw ijzererts gewonnen in de Kelton Fell-mijnen. Deze township telde toen 192 inwoners.
Oorspronkelijk moest het ijzererts over de weg worden afgevoerd. Mede dankzij een petitie van de bevolking van Kelton Township werd een spoorweg aangelegd. De groeve is tot 1950 gebruikt.